# Галски войни
Галските войни са серия от военни кампании, проведени от римския проконсул Юлий Цезар срещу населяващите Галия племена, продължила от 58 пр.н.е. до 51 пр.н.е.. Римляните възнамеряват да нахлуят в Британия и Германия, но тези експедиции никога не са извършени напълно в голям мащаб. Кулминацията на Галските войни е в решителната битка при Алезия през 52 пр.н.е., в която пълната римска победа води до завладяването на цяла Галия от страна на Римската република. Войните проправят пътя на Цезар като единствен владетел на Рим.
Въпреки че Цезар описва нашествието като решителна инициативна акция, повечето историци се съгласяват, че войните са водени основно, за да издигнат Цезар в политическата му кариера и за да заплати огромните си дългове. Но нито един не може да отхвърли важното военно значение на Галия за самите римляни, които са били атакувани дотогава няколко пъти от варварски племена — и от самите гали, и от пришълци от север. Завладяването на Галия позволява на Рим да си осигури естествена граница при река Рейн.
Тези военни кампании са старателно описани от Юлий Цезар в книгата му „Записки за Галската война“ (Commentarii de Bello Gallico), която е най-важният исторически източник. Книгата е шедьовър на политическата пропаганда, тъй като Цезар е силно заинтересован от манипулирането на своите читатели в Рим.

## Политически фон
През 58 г. пр.н.е. Юлий Цезар приключва своя консулат в Рим и е значително задлъжнял. Но като член на Първия триумвират - политически съюз, сформиран от самия него, Марк Лициний Крас и Помпей, той си е осигурил управлението на две провинции, Цизалпийска Галия и Илирик. След внезапната смърт на Квинт Метел, управител на Нарбонска Галия, провинцията също е присъдена на Цезар. Управлението му е удължено до извънреден петгодишен период.
Под негово директно командване първоначално има четири легиона, съставени от ветерани: VII, VIII, IX и X. Цезар е запознат лично с повечето (може би дори всички) от тези легиони, тъй като е управител на Далечна Испания през 61 г. пр.н.е. и се е сражавал успешно срещу лузитаните. Цезар има и законната власт да мобилизира по своя преценка допълнителни легиони и спомагателни войски.
Неговата съвсем ясна амбиция е да завладее и плячкоса някои територии, но изглежда, че Галия не е неговата първоначална цел. Най-вероятно той планира кампания на Балканите срещу държавата на даките..
Галските племена, от друга страна, са значително цивилизовани, богати, но абсолютно разединени. Много от тях търгуват с римляните и вече са повлияни от културата им. Някои от тях дори са променили политическите си системи от племенни монархии в повлияни от Рим републики.
Римляните са респектирани и се плашат от галските и германските племена. През 109 г. пр.н.е., само 50 години по-рано, Италия е подложена на нашествие и се спасява само след няколко ожесточени и скъпоструващи битки на Гай Марий. Съвсем скоро германското племе свеви е мигрирало в Галия, начело с вожда си Ариовист. По всичко личи, че сред племената отново започват да се наблюдава движение.

## Ход

### Кампания срещу хелветите — начало на войната
Към 61 пр.н.е. хелветите започват да планират и организират масова миграция, подстрекавана от Оргеторикс. Като цяло хелветите са значително незадоволени по отношение протежението на територията си, ограничавани от германските племена, келтските секвани и римска Нарбонска Галия. Като дипломат Оргеторикс преговаря със секваните и едуите и сключва съюз с Кастик и Думнорикс, за чиято дъщеря се жени по-късно. Цезар обвинява тримата в амбиции за власт. Цели три години хелветите се подготвят. Изпратени са пратеници до различни галски племена, за да се търсят безопасни пътища и съюзи.
През 58 пр.н.е. амбицията на Оргеторикс е разкрита от неговите съплеменници и той е призован в съда. Оргеторикс се измъква, но умира по-късно, не без подозрението, че се е самоубил. Въпреки всичко, това не обезкуражава усилията на хелветите. Те са калено във война племе поради непрекъснатите боеве и тяхното отстояние от понятието за цивилизовани култури и също така многобройни. След като потеглят, което Цезар датира към 28 март, изгарят всичките си градове и селища, така че да премахнат мисълта за отстъпление, и се съюзяват със съседните племена: раураги, тулинги, латобриги и бои. Има два възможни маршрута пред тях: първият е трудният и опасен проход, разположен между планината Юра и река Рона. Вторият, който е далеч по-лесен, води през град Генава, където езерото Леман се влива в река Рона. Съществува и брод, позволяващ прехвърлянето от другата страна. Тези земи принадлежат на алоброгите, племе, което е покорено от Рим и в резултат на това тези земи са под властта на Римската република.
Впрочем Цезар е в Рим, а в застрашената провинция Трансалпийска Галия е останал само един легион. Както самият той информира от своите записки, Цезар незабавно се отправя към Генава и освен това нарежда мобилизация на няколко помощни единици да разрушат брода. Хелветите изпращат делегация по водачеството на Намей и Верукоеций, за да преговаря за мирно преминаване, обещавайки да не нанасят щети. Цезар, печелейки ценно време, осуетява преговорите, като неговите войски укрепват позициите си зад реката с дълъг 16 стъпки вал паралелно с ров.
Когато делегацията се завръща, Цезар официално отхвърля тяхната молба и ги предупреждава, че ще бъде блокиран всеки опит за преминаване на реката. Отклонени са няколко опита. Хелветите се връщат обратно и сключват мир със секваните, които ще им позволи да преминат по мирен начин. Оставяйки начело на своя единствен легион втория главнокомандващ Тит Лабиен, Цезар бързо се отправя за Цизалпийска Галия. При пристигането той поема контрола над три легиона, които са в Аквилея, и също събира още два - XI и XII. Начело на тези пет легиона той минава по най-бързия път през Алпите, пресичайки някои територии на някои вражи племена и същевременно участва в няколко битки.
Междувременно хелветите вече са пресекли териториите на секваните и са заети да опустошават земите на хедуите, амбарите и алоброгите. Тези племена не са способни да им се противопоставят и като римски съюзници молят Цезар за помощ. Цезар им помага и изненадва хелветите, пресичайки река Арар (днес река Сона). Три четвърти от хелветите са преминали, но последната четвърт, хелветският клан тигурини, е още на източния бряг. Три легиона под командването на Цезар ги изненадват и разбиват в битката при Арар, нанасяйки им големи загуби. Останалите живи тигурини бягат в съседните гори.
След битката римляните построяват мост над Сона, за да преследват останалите хелвети, които изпращат делегация, предвождана от Дивициак, но преговорите се провалят. Римляните продължават преследването в двуседмичен период, докато не изпадат в продоволствен недостатък. Очевидно Думнорикс прави всичко по силите си, за да забави снабдяванията. Съответно римляните спират преследването и се насочват за едуанския град Бибракте. Късметът се обръща на страната на хелветите, които сега преследват римляните, тормозейки тяхната защита в тила. Цезар избира близък хълм, за да изправи в директна битка римските легиони и техните врагове.
В последвалата Битка при Бибракте легионите разбиват опонентите си и разгромените хелвети предлагат своята капитулация, която Цезар приема. Но 6000 души от хелветския клан вербигени бягат, за де спасят от плен. По заповед на Цезар другите галски племена пленяват и възвръщат бегълците, които са екзекутирани. На тези, които се предават, е наредено да се върнат в родината си и да я застроят наново. Снабдени са с необходимите продоволствия, които да ги изхранват, тъй като са твърде полезни като буферна зона между римляните, а другите племена на север биха им позволили да мигрират. За пленническия лагер е намерен ценз на гръцки, според който от 368 000 хелветски мъже, години да носят оръжие, едва 110 000 са пуснати да се завърнат у дома.

### Войната срещу свевите
След тази кампания няколко галски аристократи от почти всяко племе пристигат и приветстват Цезар за победата. Те организират общогалско събрание, за да дискутират въпроси по сигурността и канят Цезар. На него представителите се оплакват, че поради войната между едуи и арверни са наети огромен брой германски наемници от последните. Тези наемници, които са предвождани от Ариовист, са предали своите „работодатели“ и са взели децата на неколцина галски аристократи като заложници. Те печелят няколко битки поради големите си подкрепления и цялата ситуация започва да излиза извън контрол. Цезар се намесва в конфликта и разгромява Ариовист в битката при Вогезите, форсирайки останалите германски сили обратно зад Рейн.
През 57 пр.н.е. Цезар още веднъж се намесва във вътрешногалски конфликт, насочвайки се срещу белгите, които населяват областта, на която днес се намира Белгия, и атакува същевременно племе, съюзно на Рим. Неговата армия е нападната изненадващо, докато прави лагера си край река Самбр, и едва не е победена, но е спасена чрез голямата дисциплина и неговото лично участие в боя. Белгите търпят тежки загуби и накрая се предават, когато градовете им започват да бъдат разрушавани.

### Наказателни кампании
На следващата 56 пр.н.е. Цезар насочва вниманието си към атлантическото крайбрежие, особено към венетите в Арморика, които са организирали конфедерация от антиримски племена. Венетите са морски народ и са създали свой морски флот в Морбианския залив, принуждавайки римляните да построят галери и подемат необичайна кампания по земя и море. Цезар отново успешно побеждава галите, разграждайки техните племена.
Цезар повежда своите войски отвъд Рейн през 55 пр.н.е. в наказателна кампания срещу германите, макар свевите, срещу които е насочена експедицията, никога не са се сражавали. Той след това пресича Ла Манша с два легиона с цел подобна експедиция спрямо бритите. Британската авантюра скоро приключва бедствено, когато лошо време разбива флотилията и непознатата гледка от струпани колесници всява смут сред неговите сили. Цезар успява да осигури обещание за заложници, макар всъщност едва двама от тях да са изпратени. Той отстъпва, но на следващата година се завръща с по-голяма сила, която побеждава успешно катувелауните и ги принуждава да плащат данък на Рим. Експедициите имат малък ефект впоследствие, но победите са голяма пропаганда за Цезар, запазвайки публичната му репутация у дома.
Кампаниите от 55 и по-рано от 56 пр.н.е. причиняват дълго време противоречия. Те са противоречиви дори и за съвременниците на Цезар и особено за неговите политически опоненти, които ги оценяват като скъпо упражнение за личностно превъзнасяне. Днес коментаторите остро се разделят на критици на откритите империалистични действия на Цезар и защитници на идеята за ползите от експанзията в Галия по-късно за римската власт.

### Консолидация и въстания
Негодуванието сред покорените гали подтиква голям бунт през зимата на 54 — 53 пр.н.е., когато ебуроните от североизточна Галия се вдига на въстаническа съпротива, командвани от техния водач Амбиорикс. 15 римски кохорти са унищожени в Atuatuca Tungrorum (дн. Тонгерен) в Белгия), а гарнизонът, командван от Квинт Тулий Цицерон, едва оцелява, след като е бил подпомогнат от Цезар точно навреме. В остатъка от 53 пр.пр.н.е. Цезар организира наказателна кампания срещу ебуроните и техните съюзници, на които им е казано, че ще бъдат оставени, но са унищожени от римляните.
Бунтът е обаче само прелюдията към по-голямо въстание, поведено от Верцингеторикс, командващ племето арверни в централна Галия, който успешно обединява галите срещу римляните. Осъзнавайки, че римляните са имали превъзходство на бойното поле благодарение най-вече на факта, че Галия е прекарала 20-те години преди Галските войни в боеве срещу различни вътрешни и външни за своите домени врагове, той отказва да се бие срещу тях и вместо това прилага тактиката „обгорена земя“, за ги лиши от провизии. Цезар бързо се връща от Италия, за да поеме контрола над кампанията, преследвайки галите и превземайки град Аварикум (дн. Бурж), но претърпява скъпо струващо поражение при Герговия. Накрая той приклещва и разбива Верцингеторикс при Алезия. Това действително слага край на Галските войни въпреки тежките военни действия от 51 пр.н.е. По-късно се състоят редица по-малки въстания, но римският контрол над Галия не е сериозно застрашен отново до 2 век.